# Gonçalo Guedes
Gonçalo Manuel Ganchinho Guedes (Benavente, 29 de noviembre de 1996) es un futbolista portugués que juega como delantero en la Real Sociedad de la Primera División de España.

## Trayectoria

### Inicios
Nacido en Benavente, firmó en 2005, con 8 años, por la cantera del S. L. Benfica. En su debut marcó los cinco goles de un partido contra jugadores tres años mayores que él.
Años después, en la temporada 2013-14, formó parte del equipo juvenil del Benfica que participó en la primera edición de la Liga Juvenil de la UEFA, en la que llegó a ser finalista eliminando a equipos juveniles de PSG, Anderlecht, Manchester City y Real Madrid.
El 19 de abril de 2014 hizo su debut profesional con el S. L. Benfica "B" en un partido de la Segunda Liga contra el F. C. Porto "B".

### S. L. Benfica
El 18 de octubre de 2014, con solo 17 años, debutó con el primer equipo del S. L. Benfica en la tercera ronda de la Copa de Portugal contra el Sporting Covilhã, pero su debut en la Primeira Liga fue el 4 de enero de 2015, ya con 18 años, contra el F. C. Penafiel en la 15.ª jornada, y participó en cuatro partidos más con el primer equipo pero luego volvió a jugar con el filial. Marcó 8 goles en la Segunda División, pero sobre todo destacó por sus 14 asistencias de gol.
En verano de 2015 ganó el premio al Jugador Revelación del Año en la Segunda Liga de Portugal y nominado al Premio Golden Boy, como uno de los 40 mejores jugadores sub-21 del mundo que juegan en Europa.
La temporada 2015-16 fue la de su consagración definitiva en el primer equipo del Benfica. Comenzó la temporada jugando en el primer equipo, y hasta marcando su primer gol el 26 de septiembre de 2015 frente al F. C. Paços de Ferreira en la 6.ª jornada, y solo cuatro días después marcó su primer gol en el que era su segundo partido en la Liga de Campeones, en el estadio Vicente Calderón frente al Atlético de Madrid, partido que ganó el equipo portugués por 1-2. En la Liga marcó dos goles más, frente al C. D. Tondela y Boavista F. C., y además dio 6 asistencias de gol, todo ello en 18 partidos de la primera división portuguesa. El equipo terminó ganando el campeonato, pero Guedes bajó a ayudar al equipo filial con el que logró 3 goles y 2 asistencias en solo 5 encuentros. En la Liga de Campeones llegó a jugar 7 partidos, uno de ellos la vuelta de los cuartos de final frente al Bayern de Múnich. También participó n 4 partidos de la Copa de la Liga, jugando incluso minutos en la final contra el C. S. Marítimo, que ganó el Benfica por 2-6.
Tras diversos rumores sobre su posible marcha a otros clubes, finalmente se quedó la temporada 2016-17 en Lisboa siendo ya un jugador titular indiscutible con solo 19 años. Aun así no pasaba desapercibido para diversos clubes de Europa, con los que su agente Jorge Mendes mantenía conversaciones. Marcó y asistió en todas las competiciones: 2 goles y 3 asistencias en 16 partidos de Liga, 2 goles y 1 asistencia en 6 partidos de Liga de Campeones, 1 gol y 3 asistencias en 4 partidos de la Copa, y 2 goles en 2 partidos de la Copa de la Liga. En el mercado de invierno llegó una irrechazable oferta del PSG y dejó el Benfica.

### París Saint-Germain
El 25 de enero de 2017, con 20 años, fichó por el París Saint-Germain del millonario catarí Nasser Al-Khelaïfi por 30 millones de euros y con un contrato hasta 2021. Se buscaba reforzar al equipo de cara a intentar alcanzar el liderato del A. S. Mónaco en la Ligue 1 y llegar lo más lejos posible en la Liga de Campeones a las órdenes del técnico Unai Emery, aunque esta competición Guedes no podía disputarla porque ya había participado con Benfica. Su debut de produjo recién llegado, jugando solo 3 minutos el 29 de enero en el empate 1-1 contra el A. S. Mónaco. Tuvo escasas participaciones, y solo una titularidad en liga frente al A. S. Nancy y otra en copa frente al Chamois Niortais. No logró marcar ningún gol pero sí dio una asistencia en el tercer gol de la goleada 5-0 frente al S. C. Bastia de la 36.ª jornada, concretamente al delantero Edinson Cavani. En total participó en 7 partidos de liga y 4 de Copa, torneo que ganó el PSG pero sin participación de Guedes en la final.

### Valencia C. F.
El verano de 2017, la amistad entre Nasser Al-Khelaïfi y Peter Lim, propietario del Valencia C. F., hizo posible la cesión del jugador por una temporada sin opción de compra, ya que el PSG no quería deshacerse del jugador, sobre todo tras la gran cifra que pagó a Benfica. Guedes llegó a las órdenes de Marcelino García Toral y ayudó a que el renovado Valencia lograra el mejor arranque en cuanto a resultados de los últimos setenta años. Debutó el 9 de septiembre en la 3.ª jornada, en el empate 0-0 frente al Atlético de Madrid en Mestalla, y rápidamente entró en la dinámica del equipo y volvió a sentirse futbolista importante. Marcó su primer gol el 15 de octubre en la goleada 3-6 en el estadio Benito Villamarín al Real Betis, un gol espectacular, y la siguiente jornada enamoró al público de Mestalla con dos goles al Sevilla F. C. en otra victoria (4-0). Además sigue dando asistencias de gol, un total de 5 hasta la fecha. Su gran juego no pasó desapercibido para otros grandes y empezó a sonar el interés del Real Madrid en ficharle, y se convirtió además en el futbolista que más faltas recibía del equipo. En 2018 se convirtió en jugador valencianista a todos los efectos.

### Wolverhampton Wanderers y regresos a Lisboa y España
El 8 de agosto de 2022 puso fin a cinco años como valencianista tras ser traspasado al Wolverhampton Wanderers F. C. Durante la primera temporada en Inglaterra consiguió ver puerta en dos ocasiones en los dieciocho partidos que jugó, aunque esta la terminó cedido en un S. L. Benfica al que regresó el 20 de enero. En este equipo se quedó la campaña siguiente después de acordar una nueva cesión el 29 de agosto, aunque esta terminó en enero para completar el curso en el Villarreal C. F. En la temporada 2024-25 volvió a Wolverhampton y el 4 de agosto de 2025 fichó por la Real Sociedad con un contrato hasta 2028.

## Selección nacional
Tras haber jugado en todas las categorías inferiores de la selección de fútbol de Portugal y ser fijo en el primer equipo del Benfica, debutó el 14 de noviembre de 2015 en la selección absoluta siendo titular en un partido amistoso frente a Rusia en el Estadio Kubán de Krasnodar, con derrota por 1-0. Su segundo partido fue tres días después en otro amistoso que se ganó 0-2 a Luxemburgo, pero volvió con la selección sub-21. No volvió a ser convocado para la absoluta hasta su explosión definitiva en Valencia, por eso volvió a participar el 7 de octubre de 2017 en un partido de clasificación para el Mundial 2018 frente a la modesta Andorra.
El 17 de mayo de 2018 el seleccionador Fernando Santos lo incluyó en la lista de 23 para el Mundial.
En la primera Liga de Naciones de la UEFA marcó el gol que le dio el título a Portugal.

### Participaciones en Copas del Mundo
| Mundial                        | Sede  | Resultado        | Partidos | Goles |
| ------------------------------ | ----- | ---------------- | -------- | ----- |
| Copa Mundial de Fútbol de 2018 | Rusia | Octavos de final | 4        | 0     |

## Estadísticas

### Clubes
Actualizado al último partido disputado el 16 de agosto de 2025.
| Club                                     | Div.          | Temporada     | Liga  | Liga  | Liga   | Copas nacionales | Copas nacionales | Copas nacionales | Torneos internacionales | Torneos internacionales | Torneos internacionales | Total | Total | Total  |
| Club                                     | Div.          | Temporada     | Part. | Goles | Asist. | Part.            | Goles            | Asist.           | Part.                   | Goles                   | Asist.                  | Part. | Goles | Asist. |
| ---------------------------------------- | ------------- | ------------- | ----- | ----- | ------ | ---------------- | ---------------- | ---------------- | ----------------------- | ----------------------- | ----------------------- | ----- | ----- | ------ |
| S. L. Benfica "B" Portugal               | 2.ª           | 2013-14       | 1     | 0     | 0      | —                | —                | —                | —                       | —                       | —                       | 1     | 0     | 0      |
| S. L. Benfica "B" Portugal               | 2.ª           | 2014-15       | 32    | 8     | 14     | —                | —                | —                | —                       | —                       | —                       | 32    | 8     | 14     |
| S. L. Benfica "B" Portugal               | 2.ª           | 2015-16       | 5     | 3     | 2      | —                | —                | —                | —                       | —                       | —                       | 5     | 3     | 2      |
| S. L. Benfica "B" Portugal               | Total club    | Total club    | 38    | 11    | 16     | —                | —                | —                | —                       | —                       | —                       | 38    | 11    | 16     |
| S. L. Benfica Portugal                   | 1.ª           | 2014-15       | 5     | 0     | 0      | 4                | 0                | 1                | —                       | —                       | —                       | 9     | 0     | 1      |
| S. L. Benfica Portugal                   | 1.ª           | 2015-16       | 18    | 3     | 6      | 6                | 0                | 2                | 7                       | 1                       | 0                       | 31    | 4     | 8      |
| S. L. Benfica Portugal                   | 1.ª           | 2016-17       | 16    | 2     | 3      | 6                | 3                | 3                | 6                       | 2                       | 1                       | 28    | 7     | 7      |
| París Saint-Germain Francia              | 1.ª           | 2016-17       | 7     | 0     | 1      | 4                | 0                | 0                | —                       | —                       | —                       | 11    | 0     | 1      |
| París Saint-Germain Francia              | 1.ª           | 2017-18       | 1     | 0     | 0      | 1                | 0                | 0                | —                       | —                       | —                       | 2     | 0     | 0      |
| París Saint-Germain Francia              | Total club    | Total club    | 8     | 0     | 1      | 5                | 0                | 0                | —                       | —                       | —                       | 13    | 0     | 1      |
| Valencia C. F. · España                  | 1.ª           | 2017-18       | 33    | 5     | 9      | 5                | 1                | 0                | —                       | —                       | —                       | 38    | 6     | 9      |
| Valencia C. F. · España                  | 1.ª           | 2018-19       | 25    | 5     | 3      | 2                | 0                | 0                | 12                      | 3                       | 1                       | 39    | 8     | 4      |
| Valencia C. F. · España                  | 1.ª           | 2019-20       | 21    | 2     | 2      | 1                | 0                | 0                | 3                       | 0                       | 0                       | 25    | 2     | 2      |
| Valencia C. F. · España                  | 1.ª           | 2020-21       | 31    | 5     | 5      | 3                | 2                | 1                | —                       | —                       | —                       | 34    | 7     | 6      |
| Valencia C. F. · España                  | 1.ª           | 2021-22       | 35    | 11    | 6      | 6                | 2                | 0                | —                       | —                       | —                       | 42    | 13    | 6      |
| Valencia C. F. · España                  | Total club    | Total club    | 146   | 28    | 25     | 17               | 5                | 1                | 15                      | 3                       | 1                       | 178   | 36    | 27     |
| Wolverhampton Wanderers F. C. Inglaterra | 1.ª           | 2022-23       | 13    | 1     | 1      | 5                | 1                | 0                | —                       | —                       | —                       | 18    | 2     | 1      |
| S. L. Benfica Portugal                   | 1.ª           | 2022-23       | 12    | 1     | 1      | 1                | 1                | 0                | 2                       | 0                       | 0                       | 15    | 2     | 1      |
| S. L. Benfica Portugal                   | 1.ª           | 2023-24       | 9     | 0     | 0      | 3                | 0                | 1                | 2                       | 0                       | 0                       | 14    | 0     | 1      |
| S. L. Benfica Portugal                   | Total club    | Total club    | 60    | 6     | 10     | 20               | 4                | 7                | 17                      | 3                       | 1                       | 97    | 13    | 18     |
| Villarreal C. F. · España                | 1.ª           | 2023-24       | 17    | 3     | 2      | ―                | ―                | ―                | 2                       | 0                       | 1                       | 19    | 3     | 3      |
| Villarreal C. F. · España                | Total club    | Total club    | 17    | 3     | 2      | ―                | ―                | ―                | 2                       | 0                       | 1                       | 19    | 3     | 3      |
| Wolverhampton Wanderers F. C. Inglaterra | 1.ª           | 2024-25       | 29    | 2     | 4      | 4                | 3                | 1                | —                       | —                       | —                       | 33    | 5     | 5      |
| Wolverhampton Wanderers F. C. Inglaterra | Total club    | Total club    | 42    | 3     | 5      | 9                | 4                | 1                | —                       | —                       | —                       | 51    | 7     | 6      |
| Real Sociedad · España                   | 1.ª           | 2025-26       | 1     | 0     | 0      | 0                | 0                | 0                | —                       | —                       | —                       | 1     | 0     | 0      |
| Real Sociedad · España                   | Total club    | Total club    | 1     | 0     | 0      | 0                | 0                | 0                | —                       | —                       | —                       | 1     | 0     | 0      |
| Total carrera                            | Total carrera | Total carrera | 312   | 51    | 59     | 51               | 13               | 9                | 34                      | 6                       | 3                       | 397   | 70    | 71     |

## Palmarés

### Campeonatos nacionales
| Título                      | Club                | País     | Año  |
| --------------------------- | ------------------- | -------- | ---- |
| Primeira Liga               | S. L. Benfica       | Portugal | 2015 |
| Copa de la Liga de Portugal | S. L. Benfica       | Portugal | 2015 |
| Primeira Liga               | S. L. Benfica       | Portugal | 2016 |
| Copa de la Liga de Portugal | S. L. Benfica       | Portugal | 2016 |
| Supercopa de Portugal       | S. L. Benfica       | Portugal | 2016 |
| Copa de la Liga             | Paris Saint-Germain | Francia  | 2017 |
| Supercopa de Francia        | Paris Saint-Germain | Francia  | 2017 |
| Ligue 1                     | Paris Saint-Germain | Francia  | 2018 |
| Supercopa de Francia        | Paris Saint-Germain | Francia  | 2018 |
| Copa del Rey                | Valencia C. F.      | España   | 2019 |
| Primeira Liga               | S. L. Benfica       | Portugal | 2023 |

### Campeonatos internacionales
| Título                      | Club (*)              | Sede     | Año  |
| --------------------------- | --------------------- | -------- | ---- |
| Liga de Naciones de la UEFA | Selección de Portugal | Portugal | 2019 |

Incluyendo la selección.

### Distinciones individuales
| Distinción                                                                               | Año  |
| ---------------------------------------------------------------------------------------- | ---- |
| Parte de los 50 mejores futbolistas sub-18 del mundo según medio Goal.com                | 2014 |
| Parte de los 50 mejores futbolistas sub-20 del mundo según medio La Gazzetta dello Sport | 2016 |
| Parte de los 59 mejores futbolistas sub-21 del mundo (#40) según medio FourFourTwo       | 2016 |